# Fylkisvöllur
Das Fylkisvöllur ist ein Mehrzweckstadion in der isländischen Hauptstadt Reykjavík.
Es liegt im Stadtteil Árbær und wird derzeit hauptsächlich für Fußballspiele verwendet. Aktuell dient es dem isländischen Erstligaverein Knattspyrnufélagið Fylkir, außerhalb Islands als Fylkir Reykjavík bekannt, als Heimstätte. Aufgrund des Verkaufs der Namensrechte an den deutschen Großhandelskonzern Würth trägt das Stadion bis einschließlich zur Saison 2020 den Namen „Würth völlurinn“.

## Eigenschaften
Das Stadion verfügt über einen Naturrasenplatz und eine Zuschauerkapazität von 2500 Plätzen, davon 1700 überdachte Sitzplätze. Es verfügt weder über Flutlichtmasten noch über eine Laufbahn.